# トミー・バーンズ

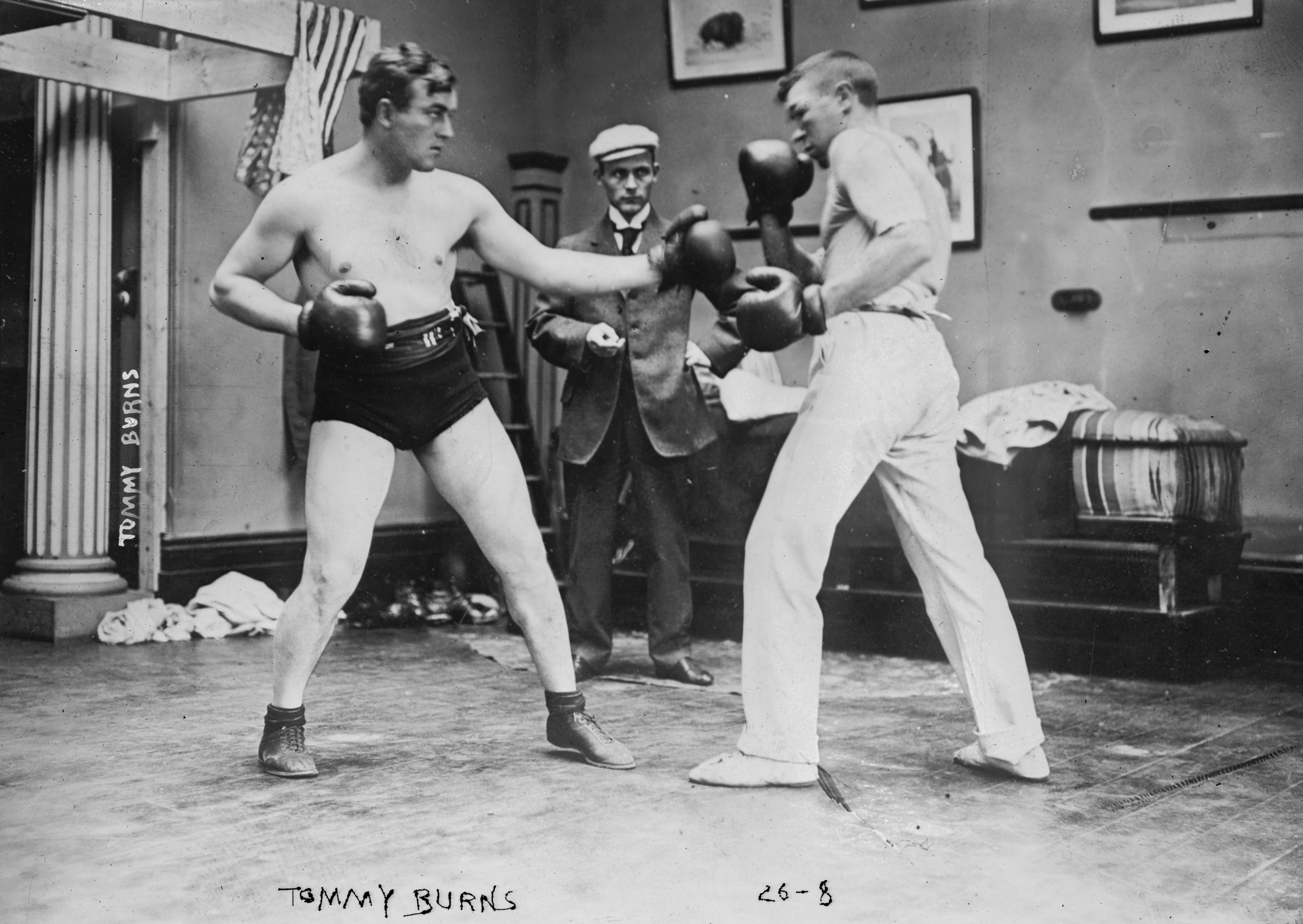
スパーリング中のバーンズ

トミー・バーンズ（Tommy Burns、1881年6月17日 - 1955年5月10日）は、カナダのプロボクサー。オンタリオ州ハノーバー出身。元世界ヘビー級チャンピオン。人種差別が根強かった時代に黒人強豪ジャック・ジョンソンに敗れ、世界王座を初めて黒人に明け渡したことのみがクローズ・アップされるが、強打とスピードの実力派王者であった。
身長171cm、体重78kgという小兵ながら、ホッケーの名手でもあったという素早い動きと、短躯に似ぬ強打で世界ヘビー級王座を13度防衛した。
父親はフランス系移民の牧師。

## 経歴
1906年2月23日、王者としての実力に疑問符が付けられていたマービン・ハートの持つ世界ヘビー級王座に挑戦、20回判定で下して王座を獲得。以後、イギリス、フランス、オーストラリアと世界を転戦して防衛戦を重ね、8連続KO防衛を含む通算13度の防衛を果たした。
1908年12月26日、3万ドルという当時破格のギャラと引き替えに、歴代王者がカラーライン制度を利用して対戦を避けてきた黒人強豪ジャック・ジョンソンの挑戦を受ける。ちなみにこの試合、レフェリーはなんとバーンズのマネージャーが務めたが、それでも実力差を埋めることは出来なかった。バーンズは巨漢ジョンソンに果敢に挑むものの体格と技術の差は蔽いがたく、14回、一方的に打たれるバーンズの姿に警察官がリングに入り試合はストップ。バーンズのTKO負けとなった。

## 通算戦績
61戦47勝(35KO)4敗8分2無判定

## 獲得タイトル
- 第6代ボクシング世界ヘビー級王座